# Pinus parviflora
Il pino bianco del Giappone (Pinus parviflora Siebold & Zucc., 1842) è un albero appartenente alla famiglia delle Pinaceae.

## Descrizione

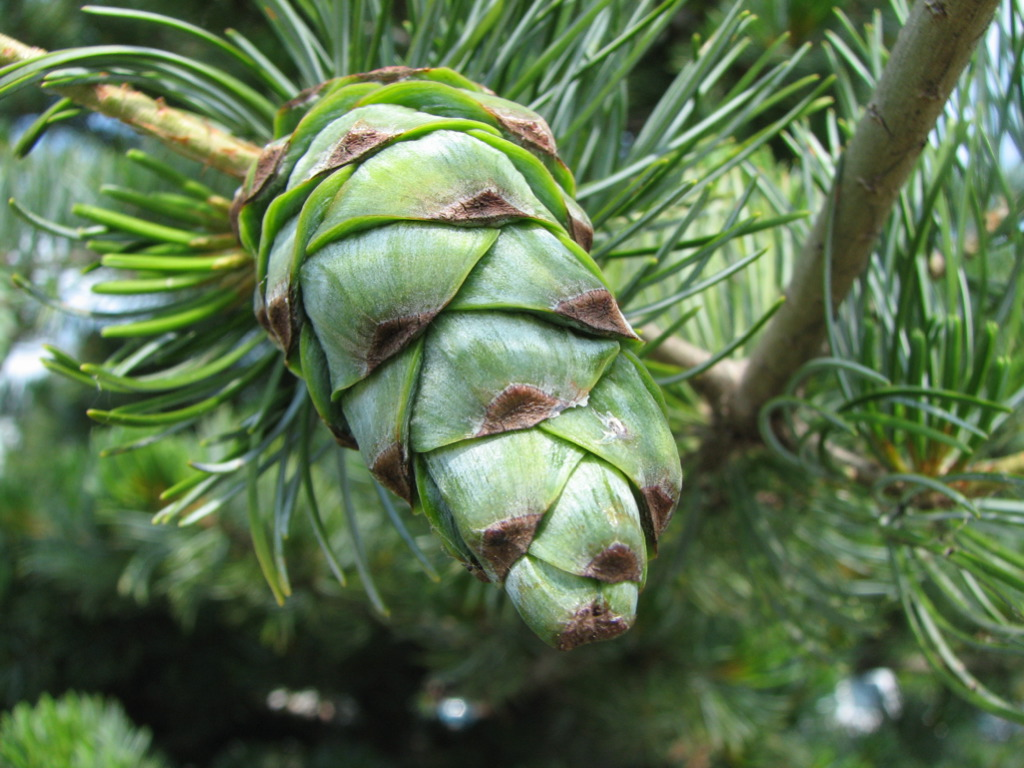
Dettaglio dei coni immaturi

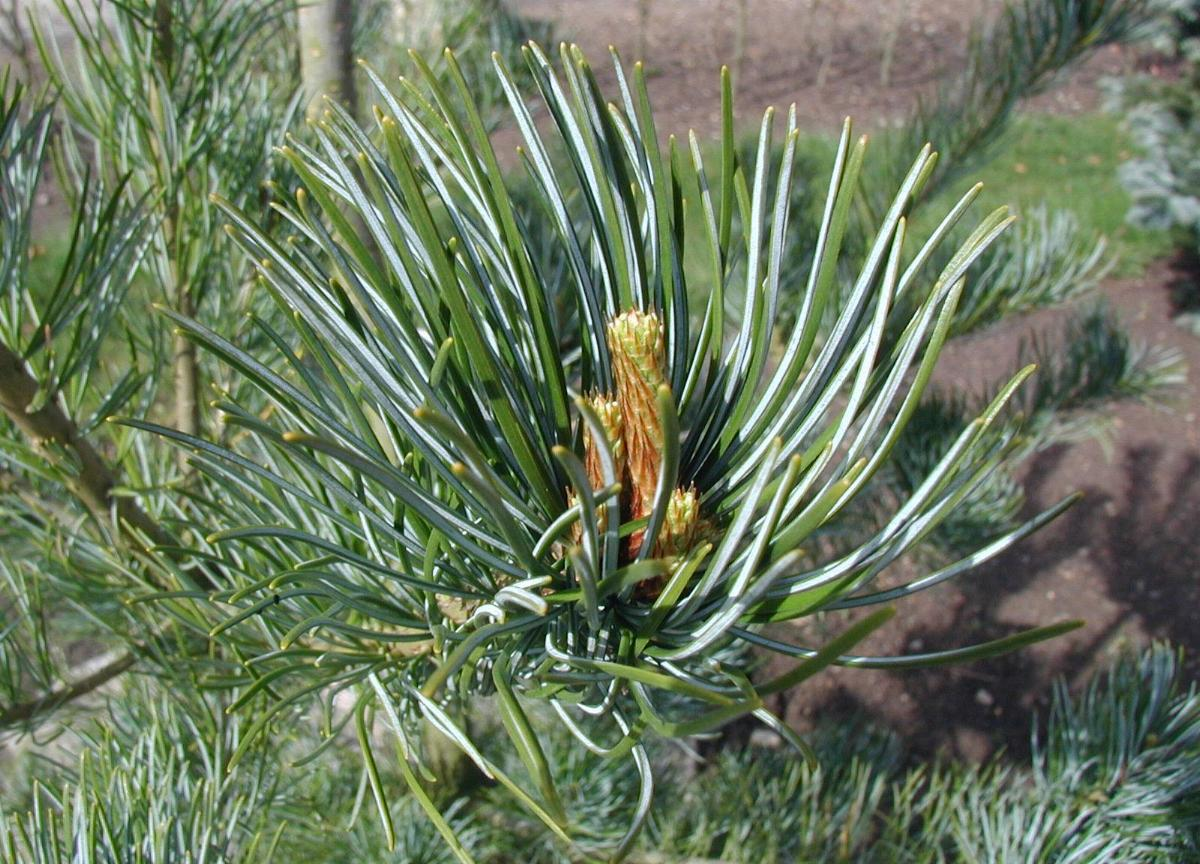
Dettaglio di un fiore

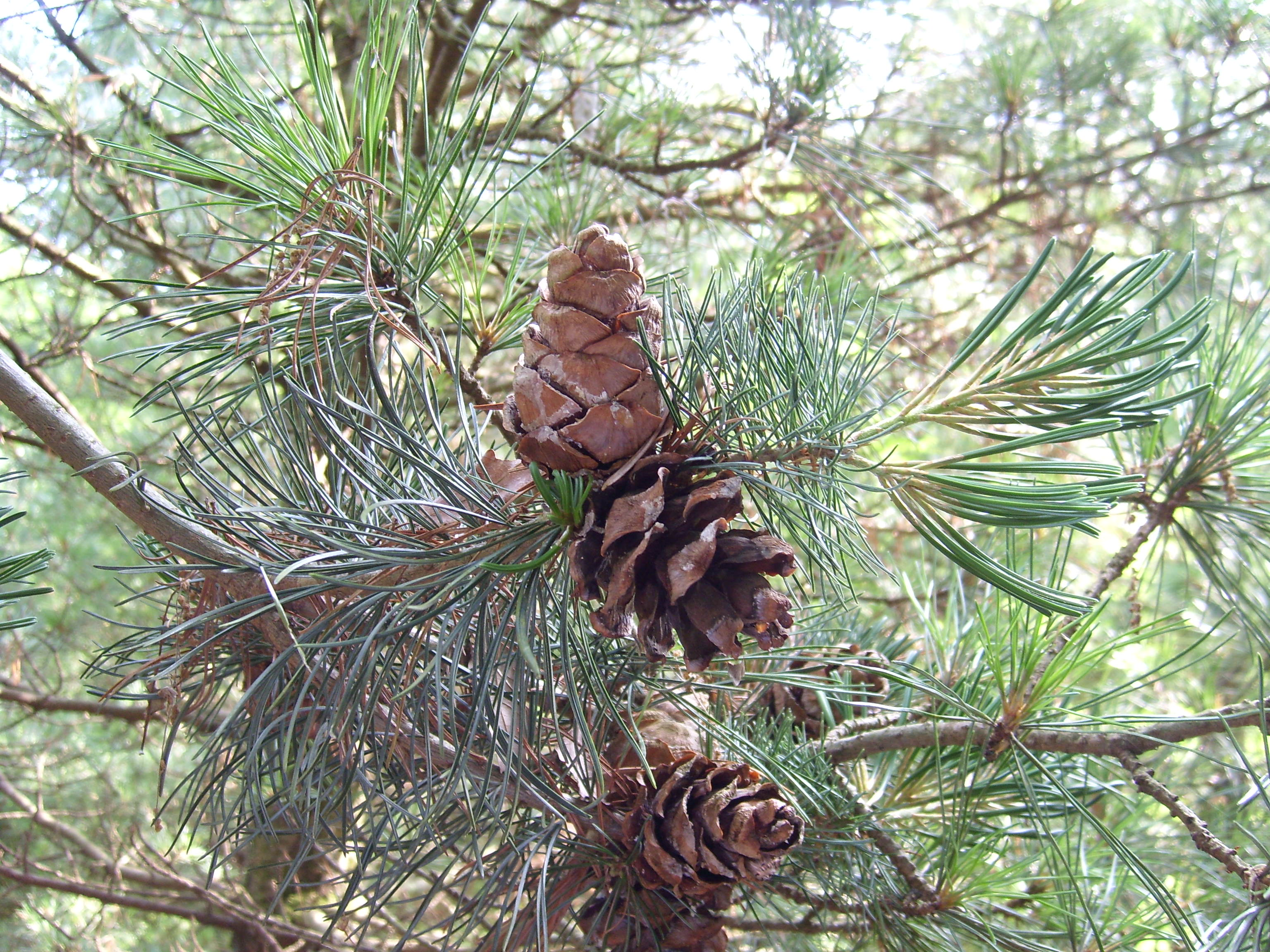
Coni giunti a maturazione

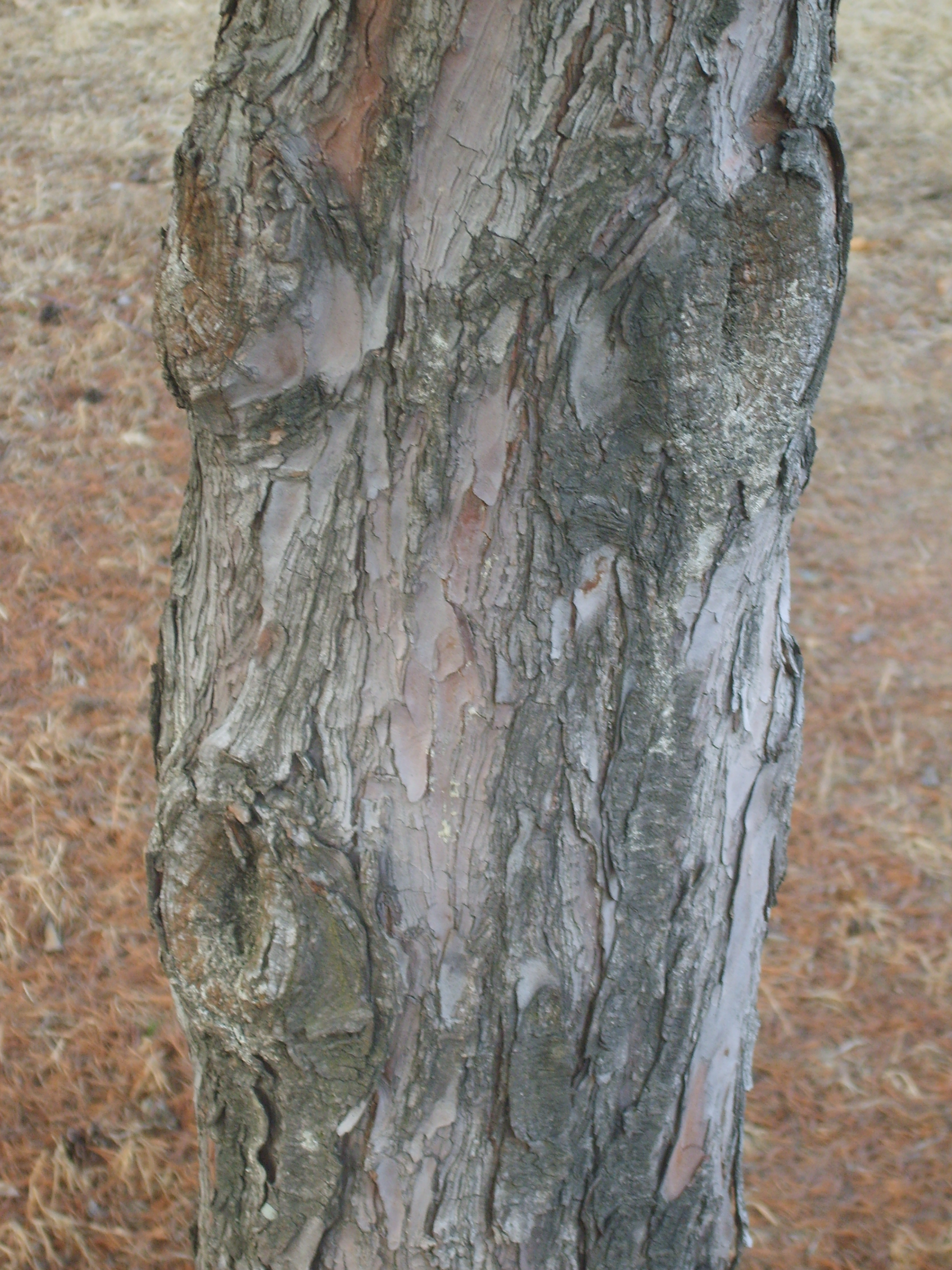
Corteccia

### Portamento
Il portamento è arboreo; l'albero può raggiungere i 25 metri di altezza. La forma è a colonna larga.

### Corteccia
La corteccia è di colore grigiastro e di aspetto squamoso, solcata da fessure profonde.

### Foglie
Le foglie sono aghiformi, lunghe circa 6 cm, raccolte in gruppi di cinque e portate da rami verdastri. Sono leggermente spiralate e bicolori: la pagina inferiore è verde o blu-verde, quella superiore è blu-bianca.

### Strobili
Gli strobili sono di forma conica, dapprima verdi, poi, una volta maturi, di colore rosso-marrone. Raggiungono una lunghezza di 7 cm circa e presentano squame di consistenza cuoiosa.

### Fiori
I fiori sono portati in grappoli separati sui rami giovani e compaiono in estate; quelli maschili, di colore viola-rosso, diventano gialli al momento dell'apertura, mentre quelli femminili sono rossi.

## Distribuzione e habitat
Il Pinus parviflora è originario del Giappone e cresce prevalentemente nei terreni pietrosi di zone montuose.